# Rio Lençóis
O rio Lençóis é uma unidade hídrica estadual, tributário primário do Rio Tietê, pertencente à bacia hidrográfica dos rios Tietê - Jacaré Pepira, que corta ou serve como limite territorial para 7 (sete) municípios da região centro oeste paulista: Agudos, Borebi, Lençóis Paulista, Macatuba, Areiópolis, São Manuel e Igaraçu do Tietê (que tem sua foz entre os municípios de Macatuba e Igaraçu do Tietê).
O rio Lençóis abriga a segunda Central Hidrelétrica mais antiga do Brasil, a PCH Lençóis, de propriedade da CPFL – Energia, fundada em 1917, que demorou cerca de dez (10) anos para iniciar suas atividades.
Segundo informações do Serviço Autônomo de Água e Esgoto (SAAE) de Lençóis Paulista, o Rio Lençóis é a principal fonte de captação de águas para tratamento convencional da cidade de Lençóis Paulista (280 km da capital paulista), abastecendo cerca de 60% de uma população estimada em 69.000 habitantes, através da Estação de Tratamento de Água do SAAE.
Em 2006, o rio Lençóis enfrentou a segunda maior enchente já registrada em toda sua história, devido ao rompimento de quatro represas (três da cidade vizinha de Borebi). O SAAE e muitas casas e estabelecimentos comerciais nas áreas ribeirinhas foram atingidos, resultando em prejuízos da ordem de R$ 300.000,00.
Em 2007, suas nascentes começaram a ser recuperadas através do Projeto "Nascente Viva", implantado através do Instituto Ambiental Nossa Terra em parceria com a Prefeitura de Lençóis Paulista e algumas empresas privadas.
Em 2008, o Rio Lençóis recebe o projeto de repovoamento com a reintrodução de várias espécies de peixes nativos da região, desenvolvido pelo Instituto Ambiental Nossa Terra e CPFL - Energia.
Em 2010, foi inaugurada a 1ª fase da Estação de Tratamento de Esgoto de Lençóis Paulista, obra coordenada pelo Serviço Autônomo de Água e Esgoto de Lençóis Paulista (SAAE) com custo estimado em 20 milhões de reais.
No ano de 2011, foi registrada a maior cheia do Rio Lençóis dos últimos 60 anos, em decorrência do recorde de pluviosidade do mês de janeiro, acumulada em aproximadamente 725 mm; sendo que numa mesma noite (17/01) a soma de drenagem de parte da bacia hidrográfica ficou em aproximadamente 400 milímetros por metro quadrado, quatro vezes mais o que a calha do rio suporta.
Em 2013 a Estação de Tratamento de Esgoto de Lençóis Paulista entra em operação definitiva, tratando todo esgoto da cidade. O município de Borebi anuncia a construção de sua Estação que deverá tratar todo o esgoto que é lançado no Ribeirão da Anta, um dos principais afluentes do Rio Lençóis a montante da cidade de Lençóis Paulista.
O Serviço Autônomo de Água e Esgoto (SAAE) divulga em 2013, o segundo estudo técnico da bacia do rio Lençóis no município de Lençóis Paulista com as projeções de uso e ocupação do solo no entorno do rio.

## Histórico
A história do rio Lençóis está intimamente relacionada à origem do povoamento da região do município de Lençóis Paulista e às primeiras explorações do oeste paulista através do rio Tietê. Em abril de 1769, o sargento-mor Teotônio José Juzarte partiu de Porto Feliz em direção a Iguatemi, ocasião em que traçou mapas do rio Tietê onde aparece pela primeira vez referência ao rio Lençóis, então grafado como "Rio dos Lençóes". Em 1774, o Brigadeiro Sá e Faria também levantou a planta do rio.

Entre 1788 e 1799, outra expedição, dessa vez do astrônomo doutor Francisco José de Lacerda e Almeida, refez a planta do Tietê e determinou a posição geográfica de algumas cachoeiras. Nesta ocasião, o rio foi chamado de "poços de Lençóis", concretizando o nome.